# Болеслав I Цешинский
Болеслав I Цешинский (пол. Bolesław I cieszyński) (после 1363 — 6 мая 1431) — князь бытомский (1405—1431), цешинский (1410—1431), севежский (1405—1431), глогувcкий (1410—1431) и сцинавский (1410—1431), младший сын князя Пшемыслава I Цешинского и Елизаветы Бытомской. Представитель цешинcкой линии династии Силезских Пястов.

## Биография
В 1405 году Болеслав получил от своего отца, князя цешинского Пшемыслава Носака в самостоятельное управление Бытомское и Севежское княжества. В январе 1406 года, после гибели своего старшего брата, князя освенцимского, глогувcкого и сцинавского Пшемыслава Младшего (убитого людьми князя ратиборского Яна II Железного), Болеслав Цешинский стал опекуном своего малолетнего племянника Казимира Освенцимского, фактически владея  Освенцимским княжеством. В том же 1406 году начался конфликт Болеслава с отцом Пшемыславом Носаком: Болеслав, не получив согласия отца, женился на Маргарите Ратиборской, дочери Яна I, князя Ратиборского и сестре Яна II Железного (ответственного за убийство Пшемыслава Младшего). Согласно хронисту Яну Длугошу, князь Пшемыслав Носак был категорически против этого брачного союза и даже пригрозил лишить наследства Болеслава, если он будет поддерживать контакты с Пржемысловичами из Опавы и Рацибужа. Ранняя смерть Маргариты вскоре после свадьбы способствовала примирению между Болеславом и его отцом: 7 сентября 1407 года на съезде в Жорах было официально заключено мирное соглашение между Пшемыславом Носаком, Болеславом Цешинским и Яном Железным.
В августе 1410 года, после смерти своего отца, князя Пшемыслава I Носака, Болеслав получил во владение Цешин, Стшелин, Тошек, а также половину Глогува и Сцинавы. Кроме того, Болеслав Цешинский сохранял контроль над Освенцимом, будучи опекуном своего малолетнего племянника Казимира, сына Пшемыслава Младшего.
Второй брак Болеслава Цешинского с Ефимией Мазовецкой был заключен не без влияния ее дяди по материнской линии, короля Польши Владислава II Ягайло, который стремился установить более тесные связи между Польшей и Верхней Силезией. Однако Болеслав и Ефимия находились в третьей степени родства, и для заключение их брака требовалось согласия папы римского. Такое согласие было получено 27 января 1412 года, а свадебная церемония состоялась 20 ноября 1412 года.
Альянс с Владиславом II Ягайло быстро получил реальное подтверждение: в 1414 году князь Болеслав Цешинский вместе с другими силезскими князьями участвовал на стороне польского короля в войне Польши и Литвы против Тевтонского ордена. В то же время он не участвовал во Вроцлавском конгрессе в 1420 году, где король Чехии Сигизмунд Люксембургскиq (будущий император Священной Римской империи), будучи посредником между Тевтонским орденом и королем Польши, вынес неблагоприятное для польского короля решение.
В декабре 1414 года Болеслав Цешинский вынужден был уступить своему достигшему совершеннолетия племяннику Казимиру (сыну Пшемыслава Младшего) Освенцимское княжество, а также города Гливице и Тошек. Однако амбиции Казимира не были удовлетворены, и в 1416 году при посредничестве князя Генриха IX Любинского Болеслав передал своему племяннику город Стшелин и выплатил 300 гривен серебром.
В сентябре 1421 года Болеслав присоединился к антигуситской конфедерации силезских князей, созданной в Гродкуве по инициативе князя Конрада IV Старшего Олесницкого, епископа вроцлавского. В марте 1423 году Болеслав Цешинский принимал участие в съезде в Пресбурге, организованном Сигизмундом Люксембургским и направленным против Польши.
Несмотря на то, что князь Болеслав Цешинский считался вассалом чешской короны, он не поддерживал германского императора и короля Венгрии Сигизмунда Люксембургского в его борьбе за чешский престол. Болеслав поддерживал хорошие отношения с Польшей и Чехией. В 1423 году, несмотря на вражду между Сигизмундом Люксембургским и Владиславом Ягелло, Болеслав Цешинский находился в качестве гостя при дворе польского короля в Кракове и принимал участие в коронации его новой жены Софии Гольшанской.
В конце правления Болеслава Цешинское княжество столкнулось с гуситским движением. В 1430 году гуситы захватили города Бытом и Гливице.
Болеслав Цешинский поддерживал развитие подчиненных ему городов. Ряд льгот и привилегий получили города Бытом, Бельско и Фридек. Проводил взвешенную внешнюю и внутреннюю политику.
6 мая 1431 года князь Болеслав Цешинский скончался в Цешине и был похоронен в доминиканском костёле в Цешине. После смерти Болеслава его владения унаследовали его четверо сыновей под опекой их матери Евфимии Мазовецкой.

## Семья
В 1406 году Болеслав женился на Маргарите Ратиборской (1380—1407), дочери князя Яна I Ратиборского и Анны Жаганьской. Первый брак был бездетным.
20 ноября 1412 году вторично женился на Евфимии Мазовецкой (1395/1398 — 1447), дочери Земовита IV (V), князя плоцкого, и Александры Литовской, сестры короля Польши Владислава II Ягайло. Дети от второго брака:
- Вацлав I (1413/1418-1474), князь бытомский, цешинский, севежский, глогувcкий и сцинавский;
- Владислав (ок. 1420—1460), князь бытомский, цешинский, севежский, глогувcкий и сцинавский;
- Пшемыслав II (ок. 1420—1477), князь бытомский, цешинский, севежский, глогувcкий и сцинавский;
- Болеслав II (1425/1428-1452), князь бытомский, цешинский, севежский, глогувcкий и сцинавский;
- Александра (1412—1463), жена палатина венгерского Ласло Гораи (1410—1459).